# Азалиевая тощая моль
Азалиевая тощая моль (лат. Caloptilia azaleella) — вид чешуекрылых из семейства молей-пестрянок (Gracillariidae).

## Описание
Бабочки размахом крыльев 10-12 мм. Передние крылья тёмно-коричневые с золотисто-жёлтой костальной областью.

## Образ жизни
Развитие личинок первого возраста происходит в минах на листьях рододендронов группы азалий, в частности Rhododendron decandrum, Rhododendron indicum, Rhododendron kiusianum, Rhododendron macroseparum, Rhododendron keamferi, Rhododendron viscistylum. Мины располагаются на нижней стороне листа, как правило вдоль главной жилки. Вначале мина узкая, затем становится пятновидной и на ней формируются складки. Реже мина расположена по краю листа или распространяется весь лист. Развитие в мине продолжается три недели. Личинки второго возраста выходят из мины и скручивают лист в виде колпачка. В дальнейшем развитии гусеницы сворачивают ещё не менее двух листьев. Окукливание происходит в блестящем белом коконе в свернутом крае неповреждённого листа. Выход из коконов происходит вечером или ночью. В течение года развивается 2-3 поколения. Зимовка происходит на стадии куколки. Имаго встречается с апреля-мая по октябрь-ноябрь. Продолжительность жизни самок около 30 дней, самцов — до 5 дней. Плодовитость в среднем составляет около 100 яиц, максимальная до 300. При температуре 20-25 С° личинки выходят из яиц через 5-7 суток.
Является вредителем оранжерейных культур азалии.

## Распространение
Вид впервые описан с территории Нидерландов, хотя родиной вида вероятно является Япония. В 1911—1912 годах завезен в Европу и Северную Америку. Отмечен также в Новой Зеландии.